# Zborâș
Zborâș (lat. Gymnocephalus acerina, Gymnocephalus acerinus) sau zboriș, este o specie de pești din familia Percidae, întâlnită în apele curgătoare, curate, cu fundul pietros sau nisipos ale Fluviului Nistru și afluienții lui, în părțile nordice ale bazinelor Mării Negre și Mării Azov, în Bielorusia, Rusia, Ucraina, Polonia, Slovacia, Ungaria.

## Descriere
Corp mai alungit decât la ghiborț (Gymnocephalus cernuus L. 1758), bot alungit, gura dispusă terminal. Coloritul pe partea dorsală și flancuri este verzui-măsliniu, sunt prezente numeroase puncte negre pe tot corpul bine conturate. Înotătoarea dorsală este înaltă și lungă, spre partea posterioară a înotătoarei treptat înălțimea spinilor descrește până la întâmpinarea celei de-a doua înotătoare dorsală care este din nou mai înaltă decât ultimii spini ale precedentei.

## Biologia
Pește dulcicol sau salmastru, litofil, zoobentofag, de cârd. Dimensiunile corpului variază între 8–13 cm, rar 21 cm, iar masa 9-40 g, rar 150 g. Maturitatea sexuală o atinge la 3-4 ani. Reproducerea are loc în luna aprilie-mai, iar ponta este depusă în câteva reprize, la o temeperatură de 8-14°C, în preajma pragurilor din albia râului cu curenți puternici, pe un strat de pietriș sau nisip. Prolificitatea medie constituie circa 9 000 de icre. Incubația icrelor la temperatura de 14°C poate dura până la 7-8 zile. Are un ritm de creștere redus. Se hrănește activ în amurg și noaptea, rar ziua. Iernează în albia fluviilor în gropi, unde se concentrează cârdurile.